# Charles Cavendish, III barone Chesham
Charles Compton William Cavendish, III barone Chesham (Westminster, 13 dicembre 1850 – Daventry, 9 novembre 1907) è stato un generale inglese.

## Biografia
Chesham era il figlio maggiore di William Cavendish, II barone Chesham, e sua moglie Henrietta Frances Lascelles, figlia di William Lascelles. Frequentò l'Eton College.

## Carriera

### Carriera politica
Lord Chesham prese posto nella Camera dei lord alla morte del padre nel 1882. Nel novembre del 1900 fu nominato Master of the Buckhounds sotto Lord Salisbury. Tuttavia, poiché Chesham stava servendo in Sudafrica, Lord Churchill fu nominato per fungere da Master of the Buckhounds in sua assenza. Chesham rimase Master of the Buckhounds fino a quando l'ufficio fu abolito l'anno successivo. Fu ammesso al Privy Council nel luglio 1901, e servì anche come Lord of the Bedchamber del Principe di Galles (in seguito Giorgio V) (1901-1907).

### Carriera militare
Entrò nella Coldstream Guards nel 1870. Tre anni dopo, entrò a far parte del 10th Royal Hussars come capitano e nel 1878 si unì al 16th The Queen's Lancers. Chesham fu tenente colonnello del Royal Buckinghamshire Yeomanry dal 1889. Nel gennaio 1900 fu nominato al comando del decimo battaglione della Imperial Yeomanry (che comprendeva compagnie del Buckinghamshire, Berkshire e Oxfordshire), che prestava servizio nel Seconda guerra boera, e ha ricevuto il grado temporaneo di colonnello nell'esercito. Lasciò Southampton a bordo della SS Norman all'inizio del febbraio 1900, e arrivò in Sudafrica il mese seguente.
Più tardi in quell'anno, fu promosso a generale di brigata. Dal 1901 fu ispettore generale dell'Imperial Yeomanry in Sudafrica, con il rango di maggiore generale. Rinunciò alla sua commissione e ricevette il grado onorario di maggiore generale nell'esercito il 22 gennaio 1902, lasciando il Sudafrica il mese seguente dal piroscafo RMS Kinfauns Castle. Dopo il suo ritorno nel Regno Unito, alla fine di aprile del 1902, venne nominato ispettore generale dell'Imperial Yeomanry con il grado provvisorio di generale generale, mentre era in servizio.
Lord Chesham fu nominato Colonnello Onorario del Buckinghamshire Imperial Yeomanry (Royal Bucks Hussars) il 19 marzo 1902.

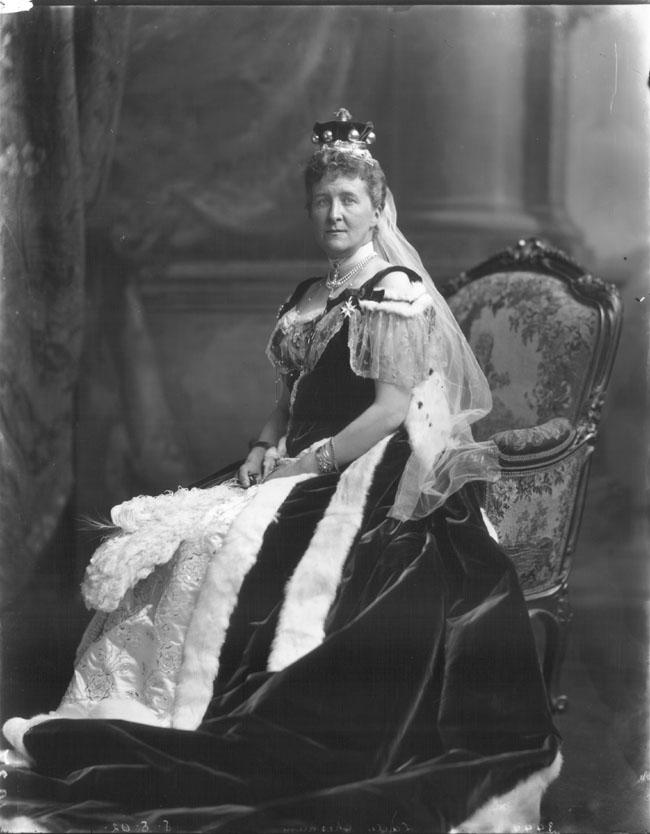
Lady Beatrice Grosvenor, baronessa Chesham, 8 agosto 1902

## Matrimonio
Sposò, il 13 novembre 1877 a Ecclestone, Cheshire, Lady Beatrice Grosvenor (14 novembre 1858-12 gennaio 1911), figlia di Hugh Grosvenor, I duca di Westminster. Ebbero quattro figli:
- Charles William Hugh Cavendish (13 settembre 1878-11 giugno 1900);
- Lilah Constance Cavendish (20 marzo 1884-27 aprile 1944), sposò Sir Mervyn Manningham-Buller, ebbero cinque figli;
- Marjorie Beatrice Cavendish (18 settembre 1888-2 luglio 1897);
- John Cavendish, IV barone Chesham (13 giugno 1894-26 aprile 1952).

## Morte
Lord Chesham morì il 9 novembre 1907 dopo un incidente di caccia alla volpe vicino a Daventry. Gli successe alla baronia suo figlio John. Dopo la sua morte, nel 1910, Lady Chesham si risposò con il maggiore John Alexander Moncreiffe, figlio di Sir Thomas Moncreiffe.

## Ascendenza
|                                          |                                       |                                                   | Genitori                                  |  |  | Nonni |  |  | Bisnonni                                |  |  | Trisnonni                                |  |
|                                          |                                       |                                                   |                                           |  |  |       |  |  | George Cavendish, I conte di Burlington |  |  | William Cavendish, IV duca di Devonshire |  |
|                                          |                                       |                                                   |                                           |  |  |       |  |  | George Cavendish, I conte di Burlington |  |  | William Cavendish, IV duca di Devonshire |  |
|                                          |                                       | Charlotte Elizabeth Boyle, marchesa di Hartington |                                           |  |  |       |  |  | George Cavendish, I conte di Burlington |  |  |                                          |  |
| Charles Cavendish, I barone Chesham      |                                       |                                                   |                                           |  |  |       |  |  | George Cavendish, I conte di Burlington |  |  |                                          |  |
|                                          |                                       | lady Elizabeth Compton                            | Charles Compton, VII conte di Northampton |  |  |       |  |  |                                         |  |  |                                          |  |
|                                          |                                       | lady Elizabeth Compton                            | Charles Compton, VII conte di Northampton |  |  |       |  |  |                                         |  |  |                                          |  |
|                                          |                                       | lady Elizabeth Compton                            | lady Anne Somerset                        |  |  |       |  |  |                                         |  |  |                                          |  |
| William Cavendish, II barone Chesham     |                                       | lady Elizabeth Compton                            |                                           |  |  |       |  |  |                                         |  |  |                                          |  |
|                                          |                                       | George Gordon, IX marchese di Huntly              | Charles Gordon, IV conte di Aboyne        |  |  |       |  |  |                                         |  |  |                                          |  |
|                                          |                                       | George Gordon, IX marchese di Huntly              | Charles Gordon, IV conte di Aboyne        |  |  |       |  |  |                                         |  |  |                                          |  |
|                                          |                                       | George Gordon, IX marchese di Huntly              | lady Margaret Stewart                     |  |  |       |  |  |                                         |  |  |                                          |  |
| lady Catherine Gordon                    |                                       | George Gordon, IX marchese di Huntly              |                                           |  |  |       |  |  |                                         |  |  |                                          |  |
|                                          |                                       | Catherine Cope                                    | sir Charles Cope, II baronetto            |  |  |       |  |  |                                         |  |  |                                          |  |
|                                          |                                       | Catherine Cope                                    | sir Charles Cope, II baronetto            |  |  |       |  |  |                                         |  |  |                                          |  |
|                                          |                                       | Catherine Cope                                    | Catherine Bishopp                         |  |  |       |  |  |                                         |  |  |                                          |  |
| Charles Cavendish, III barone Chesham    |                                       | Catherine Cope                                    |                                           |  |  |       |  |  |                                         |  |  |                                          |  |
|                                          | Henry Lascelles, II conte di Harewood | Edward Lascelles, I conte di Harewood             |                                           |  |  |       |  |  |                                         |  |  |                                          |  |
|                                          | Henry Lascelles, II conte di Harewood | Edward Lascelles, I conte di Harewood             |                                           |  |  |       |  |  |                                         |  |  |                                          |  |
|                                          | Henry Lascelles, II conte di Harewood | Anne Chaloner                                     |                                           |  |  |       |  |  |                                         |  |  |                                          |  |
| hon. William Saunders Sebright Lascelles | Henry Lascelles, II conte di Harewood |                                                   |                                           |  |  |       |  |  |                                         |  |  |                                          |  |
|                                          |                                       | Henrietta Sebright                                | sir John Sebright, VI baronetto           |  |  |       |  |  |                                         |  |  |                                          |  |
|                                          |                                       | Henrietta Sebright                                | sir John Sebright, VI baronetto           |  |  |       |  |  |                                         |  |  |                                          |  |
|                                          |                                       | Henrietta Sebright                                | Sarah Knight                              |  |  |       |  |  |                                         |  |  |                                          |  |
| Henrietta Frances Lascelles              |                                       | Henrietta Sebright                                |                                           |  |  |       |  |  |                                         |  |  |                                          |  |
|                                          |                                       | George Howard, VI conte di Carlisle               | Frederick Howard, V conte di Carlisle     |  |  |       |  |  |                                         |  |  |                                          |  |
|                                          |                                       | George Howard, VI conte di Carlisle               | Frederick Howard, V conte di Carlisle     |  |  |       |  |  |                                         |  |  |                                          |  |
|                                          |                                       | George Howard, VI conte di Carlisle               | lady Margaret Leveson-Gower               |  |  |       |  |  |                                         |  |  |                                          |  |
| lady Caroline Georgiana Howard           |                                       | George Howard, VI conte di Carlisle               |                                           |  |  |       |  |  |                                         |  |  |                                          |  |
|                                          |                                       | lady Georgiana Cavendish                          | William Cavendish, V duca di Devonshire   |  |  |       |  |  |                                         |  |  |                                          |  |
|                                          |                                       | lady Georgiana Cavendish                          | William Cavendish, V duca di Devonshire   |  |  |       |  |  |                                         |  |  |                                          |  |
|                                          |                                       | lady Georgiana Cavendish                          | lady Georgiana Spencer                    |  |  |       |  |  |                                         |  |  |                                          |  |
|                                          |                                       | lady Georgiana Cavendish                          |                                           |  |  |       |  |  |                                         |  |  |                                          |  |